# Lebertia distincta
Lebertia distincta är en kvalsterart som beskrevs av Marshall 1914. Lebertia distincta ingår i släktet Lebertia och familjen Lebertiidae. Inga underarter finns listade i Catalogue of Life.